# VASP 항공
VASP 항공(영어: VASP, 포르투갈어: Viação Aérea São Paulo S/A )은 1933년에 설립되어 2005년에 운항이 중지된 이후 2008년에 파산된 브라질의 항공사로 본사는 브라질 상파울루에 위치해 있었다.

## 역사
1933년에 정식으로 설립했다. 제2차 세계대전 이후 바리그 브라질 항공, 리얼 항공, 크루제이루 항공과 대등한 규모로 성장했다. 이후 1965년에 바리그 브라질 항공에 이어 브라질 제2의 항공사이다. 1960년대 후반에 YS-11 항공기를 도입해 국내선 노선에 투입했다. 1970년대에 보잉 727-200, 에어버스 A300을 도입해 고수요 국내선 노선과 남아메리카 근거리 국제선에 도입했다. 1990년에 민영화가 되면서 새로 구입한 맥도넬더글러스 MD-11를 도입해 로스앤젤레스, 마이애미등 미국 노선을 신설 했으며 상파울루에서 로스앤젤레스를 경유해 간사이 국제공항에 취항을 계기로 장거리 국제선 노선이 신설되었다. 또한 볼리비아의 항공사인 LAB 항공의 일부 지분을 보유한 적이 있었다. 하지만 무리한 확대와 항공사 간의 경쟁 심화로 경영 상황이 악화되면서 장거리 노선의 운항이 중단되었다. 특히 2001년 9월에 발생한 9·11 테러 이후 국내선과 국제선 노선의 승객이 급격히 감소되었다. 2002년에 국제선을 폐지하고 국내 노선에 특화하는 것으로 경영 상황의 안정을 도모 했지만 GOL 항공과 같은 저가 항공사의 등장으로 인해 경영난에 시달리게 되었으며 경영 악화로 인해 2005년에 전편의 운항을 중지하게 되었다. 상파울루 지방 법원이 명령 한 회사 재건 방안이 제시되지 않은 것으로 경영진의 공작을 막는 조치가 취해졌다. 이후 경영 재건을 모색하는 것도 해결 방안이 나오지 않자 결국 2008년 9월 4일에 상파울루 회사 갱생 법원에서 파산 선고가 내려졌다. 사측은 항소하는 방안이 검토되고 있지만 실제로 이루어지지 않았으며 현재 기존에 사용했던 보잉 727, 보잉 737, 에어버스 A300 기종의 경우 콩고냐스 상파울루 공항에 방치되어 있는 것으로 알려지고 있다.

## 사진

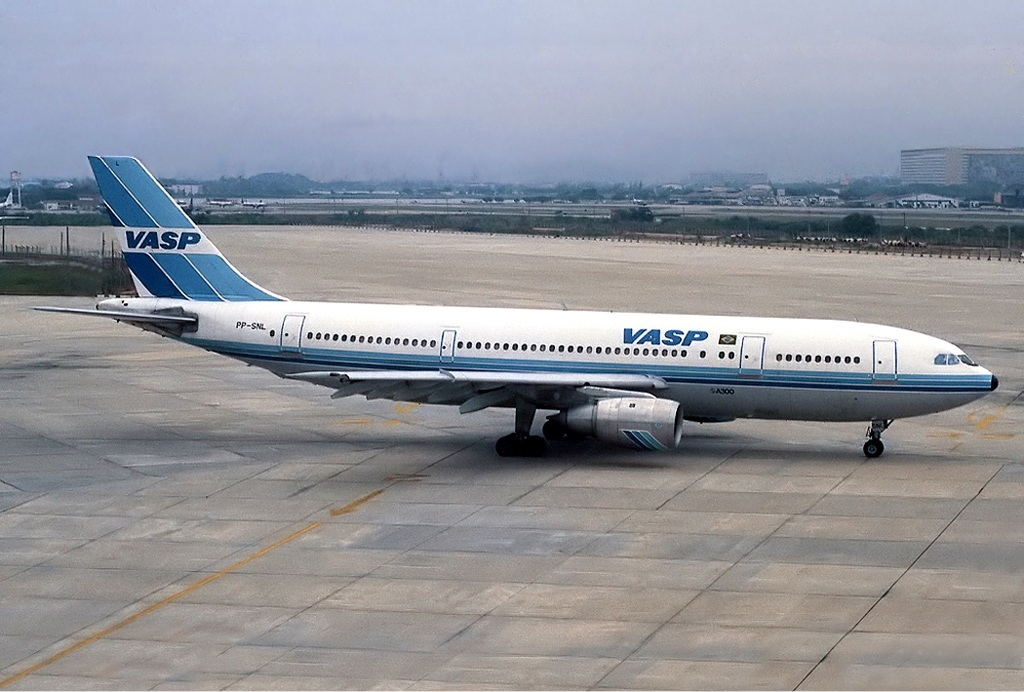
VASP 항공의 에어버스 A300 (퇴역)
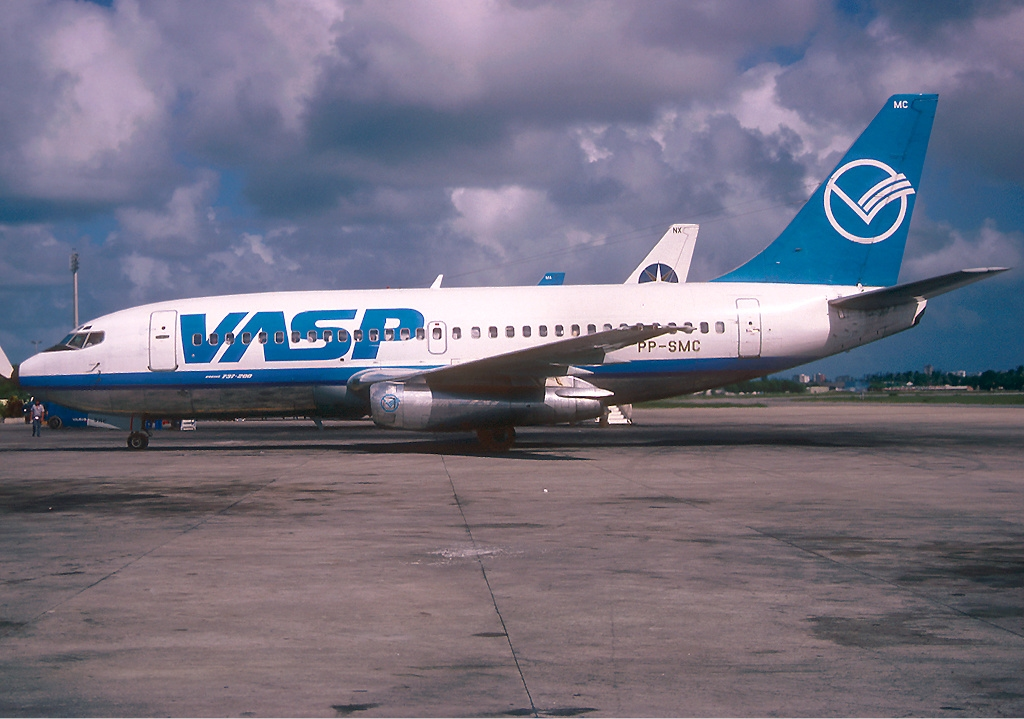
VASP 항공의 보잉 737-200 (퇴역)
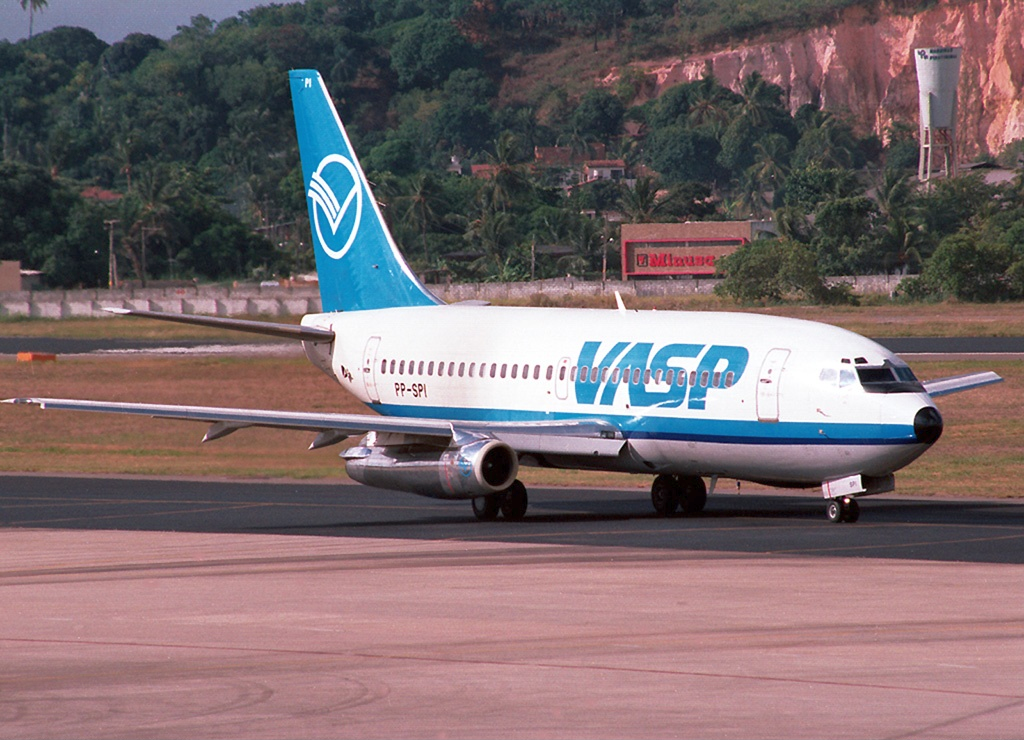
VASP 항공의 보잉 737-200 (퇴역)
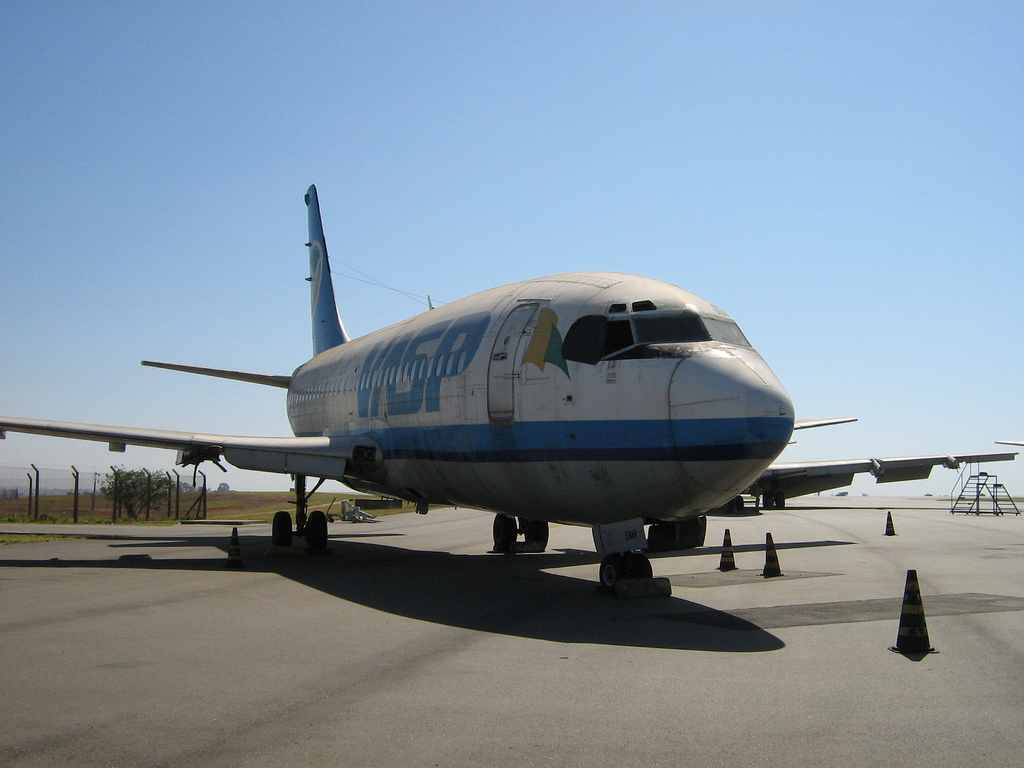
VASP 항공의 보잉 737-200 (퇴역)
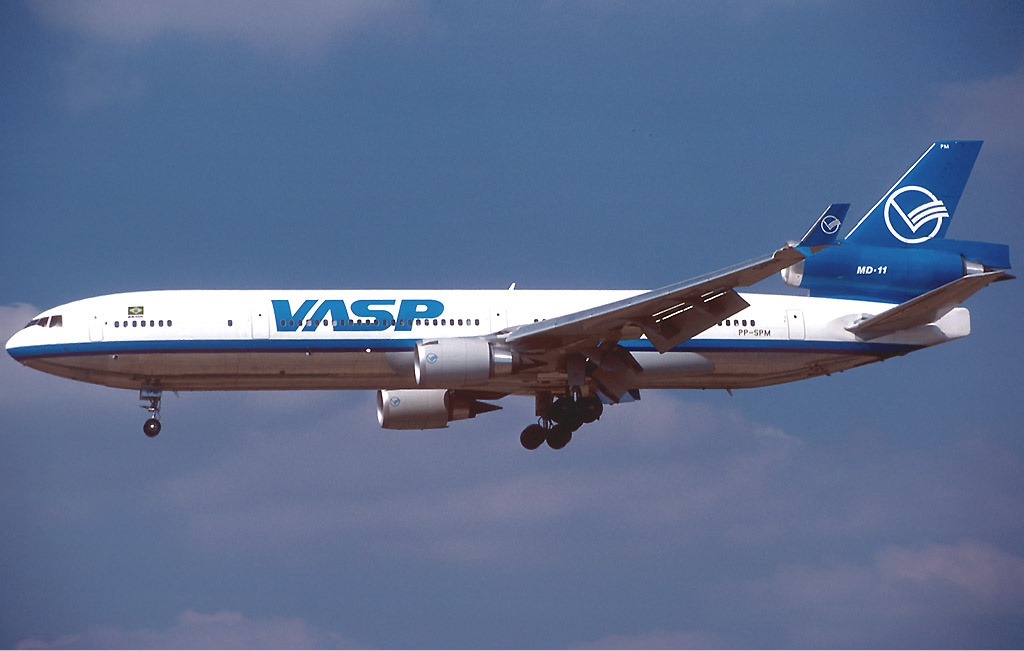
VASP 항공의 맥도넬더글러스 MD-11 (퇴역)